# Слова повчань Абая
Слова настанови Аба́я (каз. Абайдиң қара сөздері) — фундаментальний твір казахського акіна і просвітителя Абая Кунанбаєва, яке складається з 45 коротких притч та філософських трактатів. У цій прозовій поемі порушуються проблеми національного виховання та світогляду, моралі та права, історії казахів.
Абай написав «Слова науки» на схилі років, вже пізнавши спокуси влади та тяготи земних справ, визнання народу та втрату близьких. Вони поширювалися шляхом їх включення в кожну нову рукописну книгу. Деякі з "Назиданий" були вперше опубліковані вже після смерті акина (1904) на сторінках журналу "Абай" в 1918 році.
Багато висновків і повчальні висновки з книги актуальні й сьогодні, вони точно описують старі, невикорчувані проблеми народу. 165 років самотності Абая.

## Переклади
Працю Абая перекладено багатьма мовами світу, серед яких російська, китайська, французька та інші.
Найбільше перекладів зроблено російською мовою. Ще в 1945 р. до 100-річчя від дня народження Абая, у видавництві «Художня література» вийшла збірка вибраних перекладів його творів російською мовою, що містила переклад Віктора Шкловського під назвою «Назидання». Пізніше цей переклад виходив у світ у 1954 та 1979 рр. н. Також відомі переклади казахського письменника Сатимжана Санбаєва під назвою «Слова науки» (1970 рік) і письменника Ролана Сейсенбаєва, який називається «Книга слів» (1992-1993 рр.).
Крім того, є переклад у віршах російською мовою, виконане архімандритом Геннадієм.
У 1995 році вона була перекладена китайською мовою і видана в Пекін
Німецькою мовою «Слова науки» були перекладені в 2001 році Ларисою Захаровою. Спочатку книга вийшла в Казахстані, а в 2010 році її вирішили опублікувати і в Німеччині.
У 2010 році книга Абая вперше перекладена і видана Таджицькою мовою під назвою «Панднома». Виступаючи на презентації, перекладач, публіцист і абаевед Фатхулло Азізов відзначив високий життєвий статус книги, назвавши її школою людства.
«Слова науки» також переведені на узбецьку, татарську, турецьку, англійську, монгольську мови, також французька, латиська, корейська та в'єтнамська.